# Lucas Dupont
Pour les articles homonymes, voir Dupont ou Dupond.

a Compétitions nationales et continentales officielles uniquement.

b Matchs officiels uniquement.
Dernière mise à jour le 19 août 2023.
Lucas Dupont, né le 19 mars 1990 à Echirolles, est un joueur français de rugby à XV évoluant au poste d'ailier.
Il est le frère de Hugo Dupont également rugbyman professionnel.

## Carrière
Formé à l'Amicale laïque Échirolles rugby, dans la banlieue Grenobloise, il intègre le centre de formation du FC Grenoble en parallèle avec un DUT de mesures physiques, avant d'être incorporé au groupe professionnel à l'aube de la saison 2009-2010 à l'âge de 19 ans. La même année, il gagne ses premiers galons d'international en équipe de France des moins de 20 ans (2 sélections et 2 essais inscrits). Il renouvelle dès janvier 2010 un contrat espoir qui le lie avec le club alpin jusqu'à la fin de la saison 2011-2012. Finalement, sa première saison en Pro D2 s'avère très convaincante[évasif] puisqu'il compte 19 apparitions sur les 30 matchs disputés par son club.
En plus de son titre de Champion de France de Pro D2, il a participé aux tests physiques à Marcoussis, sans être toutefois sélectionné pour la tournée en Argentine de l'été 2012.
Il s'engage pour 2013 avec le club du Montpellier Hérault rugby.
Le 31 décembre 2014, le FC Grenoble annonce qu'il fera son retour au club en 2015 après deux saisons à Montpellier.
En juin 2017, il est sélectionné pour jouer avec les Barbarians français qui affrontent l'équipe d'Afrique du Sud A les 16 et 23 juin en Afrique du Sud. Pas utilisé lors du premier match puis titulaire pour le second, il inscrit deux essais mais les Baa-baas s'inclinent 36 à 28 à Durban puis 48 à 28 à Soweto.
Durant la saison 2022-2023, son club termine à la deuxième place de la phase régulière du championnat et se qualifie jusqu'en finale où il affronte Oyonnax. Pour ce match, il est titulaire mais le FC Grenoble s'incline sur le score de 14 à 3.
Il prend sa retraite de joueur en juin 2023, après un total de 193 matchs joués avec le FCG.

## Palmarès
- FC Grenoble
  - Vainqueur du Championnat de France de Pro D2 en 2012
  - Vainqueur du Barrage d'accession au Top 14 en 2018
  - Finaliste du Barrage d'accession au Top 14 en 2019
  - Finaliste du Championnat de France de Pro D2 en 2023
  - Finaliste du Barrage d'accession au Top 14 en 2023

### En équipe nationale
- Équipe de France moins de 20 ans : Participation à la Coupe du Monde 2010 et 4e des 6 Nations 2010
- 10 Sélections pour la saison 2009-2010 (Afrique du Sud, Japon, Angleterre, Italie, Pays de Galles, Écosse, Irlande) et 2 essais.

### Distinctions personnelles
- 2011 : Lauréat de l'Oscar Midi Olympique du mois de décembre[13].
- 4e Meilleur marqueur d'essais de Pro D2 de la saison 2011-2012